# Хрвати у Мађарској
Хрвати у Мађарској (хрв. Hrvati u Mađarskoj, мађ. Magyarországi horvátok)). Према попису становништва из 2011. године у Мађарској је било 26.774 Хрвата или 0,3% становништва.
Хрвати Мађарске подпадају под неколико етнографских подгрупа. Хрватима су се кроз историју називали: Буњевци (подунавски Хрвати), градишћански Хрвати, подравски Хрвати, помурски Хрвати и Шокци. Ови Хрвати живе уз хрватско-мађарску границу, уз аустријско-мађарску и српско-мађарску границу.

## Етнологија
Заједнички етноним и аутоним за Хрвате у Мађарској је Хрвати. У Барањи постоји заједница Хрвата босанског католичког порекла која је позната као бошњаци (bosnyákok)  (хрв. Bošnjaci, једнина Бошњак; мађ. Bosnyákok, у мађарској литертури Baranyai bosnyákok). Највише њих живи у Барањи, у граду Печују, такође у селима Кекењ, Семељ, Удвар, Саланта (тамо су дошли у 18. веку, данас чине 32% становништва села), Печудвард, Немет, Погањ. Донедавно су Хрвати Бошњаци католици били значајна заједница у Ати, Секе и Секеду, али су се ти Хрвати значајно мађаризовали.
У селу Херцегсанто постоји заједница Шокаца (мађ. sokácok). У Бач-Кишкуну, заједница Буњеваца (мађ. sokácok) се изјашњава као Буњевци или Хрвати.

## Географија
Заједнице Хрвата расуте су у неколико делова Мађарске, углавном у западном и јужном делу земље, и дуж Дунава, укључујући и Будимпешту са суседством.
Према попису становништва из 2011. године, у жупанији Барања живи 7.185 Хрвата, у жупанији Зала 3.770, у жупанији Бач-Кишкун 3.502, у жупанији Ваш 3.197, у жупанији Ђер-Мошон-Шопрон 3.028, у жупанији Ђер-Мошон-Шопрон 2.186 Хрвата, у жупанији Шођ4,4 у Будимпешти,7 980 у жупанији Пешта, 358 у жупанији Чонград-Чанад, 353 у жупанији Фејер, 178 у жупанији Толна, 131 у жупанији Веспрем.

## Значајни људи
Значајни мађарски Хрвати или Мађари хрватског порекла.
- Иван Антуновић (мађ. Antunovich János), католички бискуп (Буњевци)
- Ђула Лорант (роен Липовић), машарски фудбалер
- Миклош Панчич, footballer.[15]
- Петар Пекић (мађ. Pékity Péter), историчар (Буњевци)